# Спишский Град
Спишский Град (словац. Spišský hrad), или Сепеши Вар (венг. Szepesi Vár) — самый большой замок Словакии, исторический центр Спишской области, памятник Всемирного наследия ЮНЕСКО. Расположен у Спишского Подградья (территориально принадлежит деревне Жегра), в 15 км от города Левоча. Входит в список национальных памятников культуры Словакии.

## История
Построенный венграми, Спишский Град стоит на вершине туфовой горы, имеющей высоту 634 метра н. у. м., высота же её от подножия — около 200 м. Замковые стены имеют на разных участках высоту от 20 до 40 м, что усугубляет неприступность замка. 
Neprístupné a nedobytné miesto!
 — называют его словаки.
  
Археологами раскопана здесь стоянка Буковогорской культуры, охватывавшей восточную Словакию. К раннему железному веку относится городище Пуховской культуры, которая считается кельтской. Городище возвышалось над скальным массивом, было обнесено земляным валом, имевшим каменный каркас. Однако уже во II веке н. э. это укреплённое городище было заброшено. На стыке V—VI веков здесь появились славяне, основавшие селение на соседней горе Древеник (Drevenik).

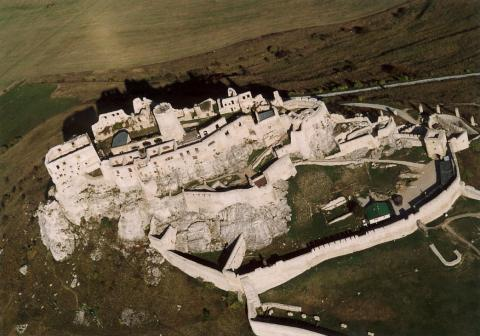
Вид сверху.

Период с Х по первую половину XIII вв. наполнен локальными войнами, сотрясавшими Венгерское королевство. В XI веке на вершине горы, на остатках кельтского поселения, был заложен Спишский замок. Ядром фортификационного комплекса стала каменная башня, которую археологи относят к XI—XII вв. Для своего времени она имела огромные размеры, судить о которых можно по расположенной в её центре колонне диаметром 3,4 метра. В колонне проделаны пазы, куда вставлялись деревянные балки, делившие башню на несколько этажей. Рядом находились резервуар с водой и резиденция хозяина. Башня не сохранилась: она была разрушена в первой половине XIII в. из-за небольших землетрясений в этом горном районе.
К 1209 году относится первое упоминание Спишского Града (Спишского замка). На тот момент он принадлежал, как и территория Словакии, Венгерской Короне. В начале XIII века он был перестроен и дополнен новым романским дворцом и донжоном. В 1241 году король Венгрии Бела IV, потерпев поражение от монголов при реке Шайо, бежал под защиту австрийского герцога Фридриха II, отдав ему за помощь против монголов казну и часть земель. Однако ещё до этих событий он отдал приказ об укреплении стен Спишского Града. Благодаря такой предусмотрительности в том же 1241 году замковый гарнизон успешно отразил штурм монголов Батыя.
После внезапного ухода монголов, король Бела IV вернулся из Австрии в Венгрию. В 1242 году Бела IV реконструировал Спишский замок. В своей грамоте общине Яблонов (Jablonov) от 19 сентября 1249 года король упоминает башню и дворец, возведённые им «in castro nostro Scypus». От той эпохи сохранились фундаменты дворца и церкви.
Во второй половине XIII века, когда Спишским Градом владела Елизавета Куманская (невестка Белы IV), итальянские архитекторы усилили фортификацию замка. В 1312 году замок безуспешно осаждал знаменитый Матуш Чак.

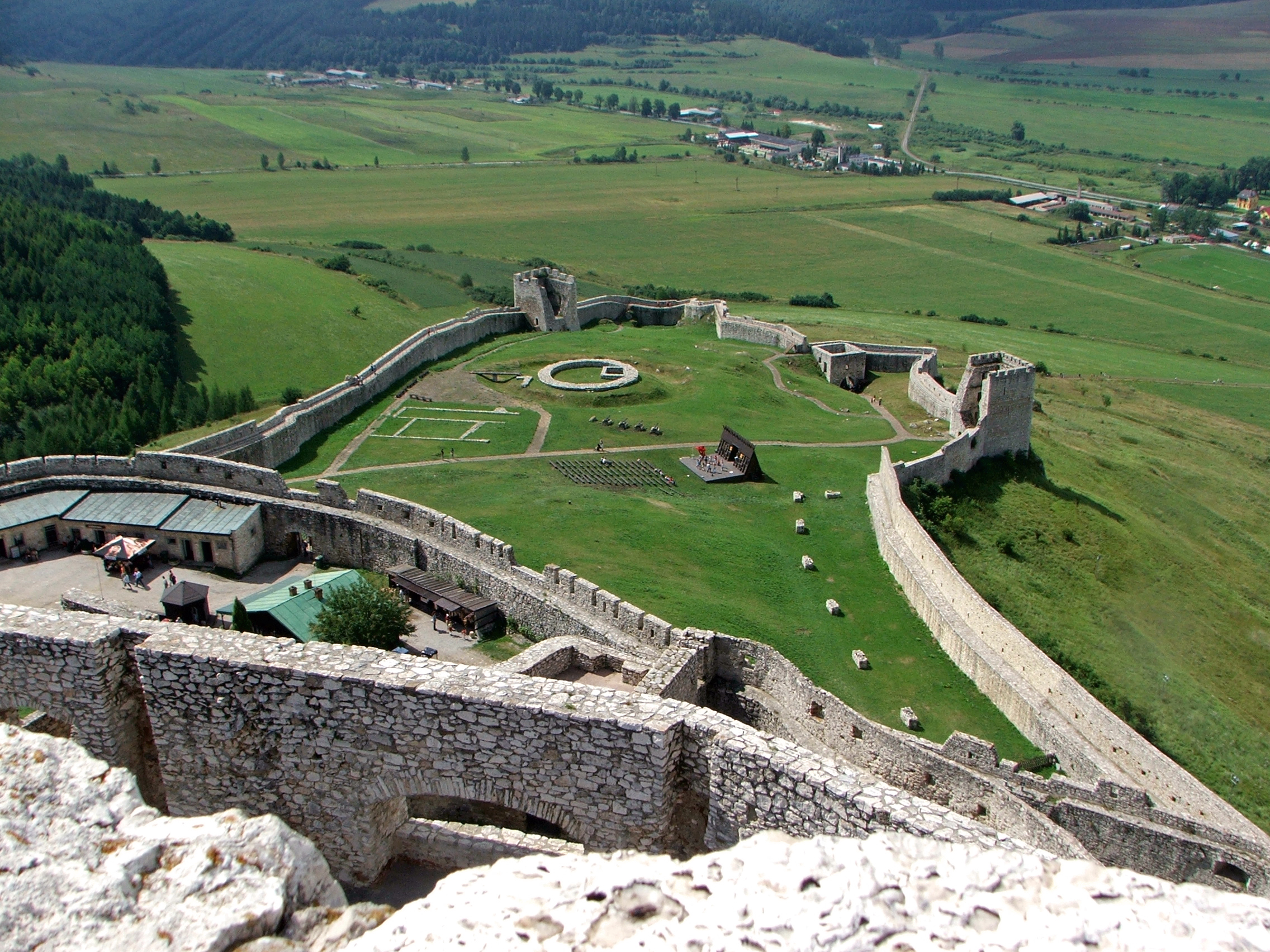
Нижний Град — детище Яна Искры.

В 1443 году, во время гражданской войны в Венгрии, владельцем замка стал Ян Искра, в то время верховный гетман наследника венгерского престола Ладислава Постума. Он пристроил к замку Нижний Град. В 1464 году замок перешёл в руки магнатской семьи Запольяи (Запольских). Её представители возвели здесь множество новых построек. Именно в Спишском замке родился венгерский король Янош Запольяи.
В 1527 году новым хозяином замка стал Фердинанд I. В 1531—1635 гг. замком владела венгерская купеческая семья Турзо: её представитель Алексей Турзо выкупил у Короны этот и несколько других замков (Турзо занимались торговлей медью по всей Европе). Алексей Турзо построил новые бастионы, закрыл романские ворота, а в стенах пробил бойницы.
В 1638 году Спишский Град перешёл к венгерской дворянской семье Чак, давно претендовавшей на него. В начале XVIII века хозяева покинули замок, а в 1780 году сильный пожар обратил его в руины. В 1945 году власти возрождённой после Второй мировой войны Чехословацкой республики конфисковали Спишский Град у венгерского рода Чак.
В 1993 году Спишский Град включён в список Всемирного наследия ЮНЕСКО. В настоящее время ведётся реставрация крепостных сооружений.

## Известные жители
- Елизавета Куманская
- Ян Искра
- Иштван Запольяи
- Имре Запольяи
- Янош I Запольяи
- Кристина Чаки